# Voivod
Voivod ist eine kanadische Metal-Band. Die musikalische Ausrichtung variierte im Laufe der Zeit zwischen Thrash Metal und Progressive Metal mit Einflüssen aus Industrial und Elektro. Aufgrund der Verwendung von Technologie-Themen wie Nanotechnologie oder Virtuelle Realität und der düsteren Endzeitszenarien in ihren Texten werden Voivod oftmals dem Cyberpunk zugeordnet.
Der Bandname wird gelegentlich Voïvod, VoiVod oder Voi Vod geschrieben.

## Geschichte

### Die frühen Jahre

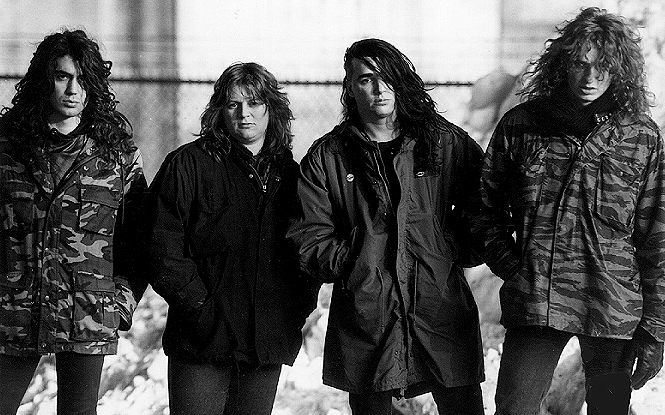
Voivod (1986)

Die Band wurde im November 1982 im kanadischen Jonquière (Provinz Québec, heute Stadtteil von Saguenay) von den Schulfreunden Michel „Away“ Langevin (Schlagzeug), Jean-Yves „Blacky“ Theriault (Bass) und Denis „Piggy“ D’Amour (Gitarre) gegründet. Anfang 1983 vervollständigte Sänger Denis „Snake“ Belanger die erste Besetzung. Die Musiker sind frankophon, weshalb sie sich das Verfassen von Texten in englischer Sprache aneignen mussten. Michel Langevin hatte während seiner Schulzeit Lieder von The Beatles, The Rolling Stones und Kiss übersetzt. Die Texte von Pink Floyd und Van der Graaf Generator weckten sein Interesse an den Autoren der Schwarzen Romantik, u. a. dem englischen Autor Lord Byron.
1983 trat die Band mehrmals als Vorband von Exciter auf. Das Mitte 1983 erschienene erste Demo Anachronism wurde während eines dieser Live-Auftritte mitgeschnitten und enthielt überwiegend Coverversionen. Anfang 1984 erschien mit To the Death das erste Demo, das fast ausschließlich aus Eigenkompositionen bestand. Das darauf folgende Demo Morgoth Invasion zählt Ian Christe zu den zehn bedeutendsten Demos der Tape-Trader-Szene der 1980er Jahre. Bereits in diesem frühen Stadium war Voivod im Underground bekannt und verkaufte mehr als Tausend Demos. Ihre Veröffentlichungen wurden in Fanzines rezensiert und der Name der Band erschien in den Dankeslisten von Platten und Demos anderer Bands. Brian Slagel, Gründer und Inhaber des Independentlabels Metal Blade, wurde auf Voivod aufmerksam. Nachdem die Band das Stück Condemned to the Gallows zum Metal-Massacre-V-Sampler beisteuerte, erhielt sie einen Plattenvertrag über ein Album. Mitte 1984 veröffentlichte Voivod das Debütalbum War and Pain bei Metal Blade.
Im November 1985 trat die Band neben Celtic Frost, Possessed, Destruction und Nasty Savage beim World-War-III-Festival in Montreal vor mehreren tausend Zuschauern auf.
Kurz darauf unterzeichnete die Band einen Plattenvertrag beim deutschen Label Noise Records. 1986 wurde das zweite Album Rrröööaaarrr veröffentlicht. Es folgten Tourneen mit Celtic Frost und Running Wild. In einem Interview zum 1987 erschienenen Album Killing Technology bezeichnete Michel Langevin den Stil der Band erstmals als „Space Metal“. Ebenfalls 1987 veröffentlichte die Band eine Single mit dem Titel Cockroaches (engl. „Schaben“). Das Titelstück handelt davon, dass Küchenschaben die einzigen Lebewesen sein sollen, die einen Atomkrieg überleben können. Die Idee zu dem Lied kam Michel Langevin aufgrund der Vielzahl von Küchenschaben im Apartment in Montreal, das die Bandmitglieder zu der Zeit bewohnten.
Nach einer Tournee mit Possessed und Deathrow wurde 1988 Dimension Hatröss veröffentlicht. Bei Denis D’Amour wurde kurz darauf ein Tumor diagnostiziert, der mit einer Chemotherapie erfolgreich bekämpft werden konnte. Die anschließende Tournee führte die Band durch Nordamerika. In den USA spielten sie mit Soundgarden und Faith No More, in Kanada als Vorband von Rush. Die für Ende 1989, Anfang 1990 geplanten Auftritte in Europa wurden dagegen auf Grund finanzieller Probleme von der Plattenfirma mehrfach verschoben und schließlich abgesagt.

### Die progressiven Jahre

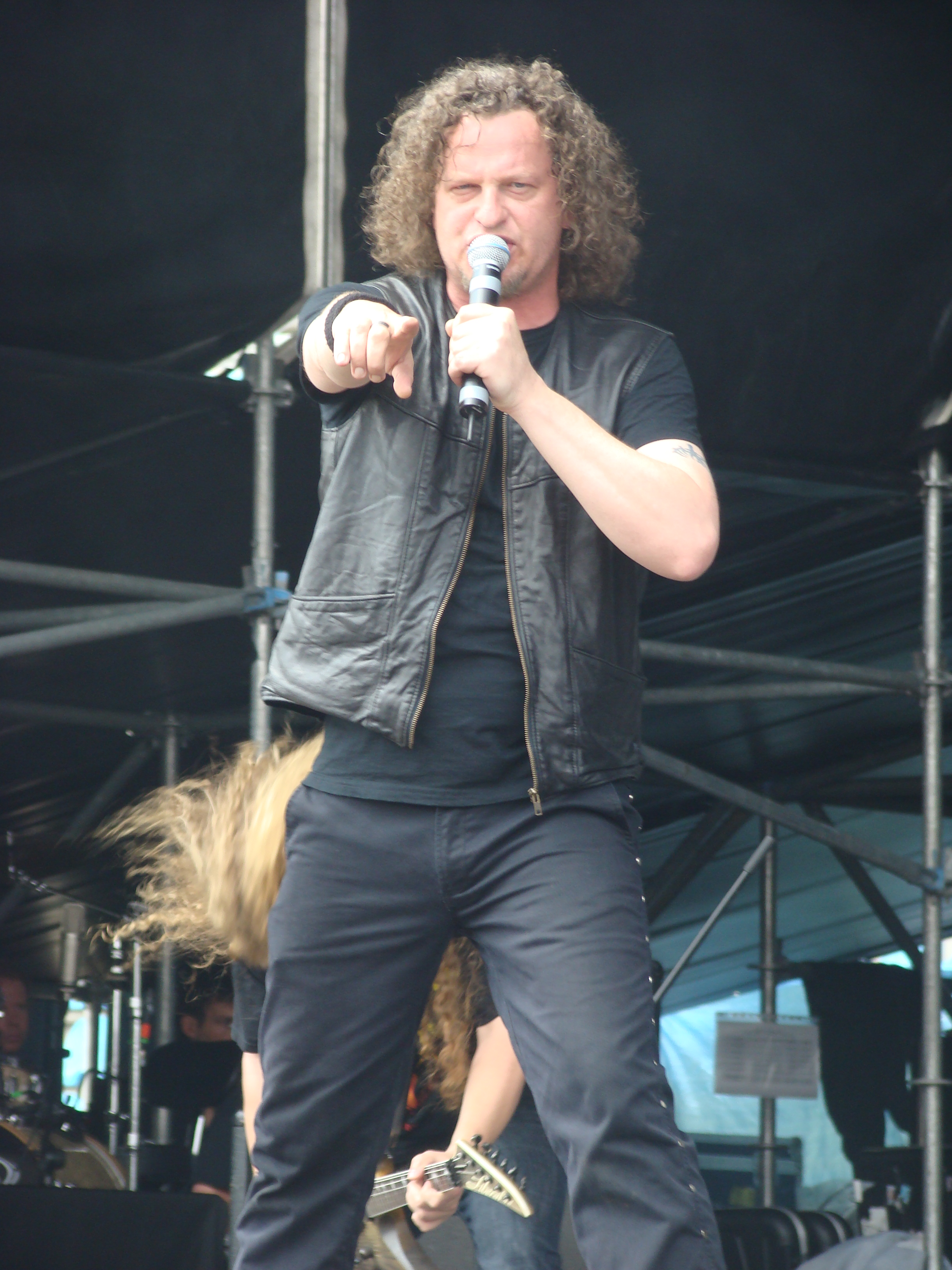
Denis Belanger beim Gods of Metal 2009

Nach der Trennung von Noise Records wurde die Band von MCA Records unter Vertrag genommen und erhielt für die nächste Veröffentlichung das bis dahin höchste Budget in der Bandgeschichte. Ergebnis war das fünfte Studioalbum Nothingface (1989), mit dem Voivod sich weiter vom Thrash Metal hin zu geradlinigeren und progressiveren Klängen entwickelte. Das Album war zugleich das erfolgreichste der Bandgeschichte, es erreichte Platz 114 der US-Albumcharts. Bei den Vorarbeiten zum Nachfolger Angel Rat kam es 1991 zu musikalischen Differenzen zwischen Bassist Jean-Yves Theriault und dem Rest der Band. Nach den Aufnahmen verließ Theriault Voivod und wurde durch wechselnde Session-Bassisten ersetzt. Es folgten die Studioalben Angel Rat und The Outer Limits, dessen Titel eine Hommage an die gleichnamige Fernsehserie aus den 1960er Jahren ist. Nach der anschließenden Tournee verließ der an Depressionen leidende Sänger Denis Belanger 1995 die Band. Der Plattenvertrag bei MCA Records wurde nicht verlängert. Schlagzeuger Michel Langevin wollte daraufhin die Band ebenfalls verlassen und seinem Hauptberuf als Computergrafiker nachgehen. Nachdem die Ramones auf einem Konzert in Montreal der Band spontan ein Lied widmeten, entschlossen sich Langevin und D’Amour, Voivod weiterzuführen.
Bei einem Konzert in Toronto lernte der Manager von Voivod den Sänger und Bassisten Eric Forrest kennen. Nach einer Jamsession mit Langevin und D’Amour wurde Forrest Mitglied der Band. Laut Langevin brachte Forrest die Band mit seinen frischen Ideen in die Realität der 1990er Jahre zurück. Nachdem Voivod einen Plattenvertrag bei Hypnotic Records abschließen konnte, änderte die Band ihre musikalische Ausrichtung. Sie kombinierte den Thrash Metal der frühen Veröffentlichungen der 1980er Jahre mit progressiven Elementen und Einflüssen aus dem Industrial. Von dem 1995 erschienenen Negatron wurden weltweit rund 75.000 Einheiten verkauft. Das 1997 veröffentlichte Phobos erinnerte mit seinem elektronisch geprägten Sound an eine moderne Variante der Space-Rock-Band Hawkwind.

„Der Titel soll Furcht und Verlorenheit ausdrücken. Phobos ist einer der beiden Monde, die den Mars umkreisen – und zwar der, der meiner Meinung nach der schönere ist. Dieser Mond, so sagen Wissenschaftler, ist dazu verurteilt, in ferner Zukunft wie ein Meteor auf den Mars zu krachen. Wir wollen mit dem Albumtitel die Gefühle ausdrücken, die Phobos hätte, wenn er leben und wissen würde, was mit ihm eines Tages passiert.“

Zu dem Album steuerte Jason Newsted (damals noch Metallica) mit M-Body einen Titel bei. Der Text zu D.N.A. stammte von Post-Industrial-Künstler Jim „Foetus“ Thirlwell. Des Weiteren arbeitete die Band mit Ivan Doroschuk von der kanadischen Pop-Band Men Without Hats zusammen. Er half auf Phobos bei den elektronischen Klangeffekten und hatte bereits den Text zu Nanoman auf dem Album Negatron verfasst. Michel Langevin bezeichnete das Album als Tribut an die „Hardcore-Fans … die Jahr für Jahr zu unseren Konzerten kommen und uns trotz aller Trends die Treue gehalten haben“. Er nannte es „das bislang stärkste, in musikalischer Hinsicht schwierigste Album“ der Band, das am besten in die „Schublade Space-Core“ passe.
1998 erschien Kronik, das Live-Mitschnitte und bis dahin unveröffentlichte Studioaufnahmen sowie Remixe enthielt. Für das Livealbum Voivod Lives richtete die Band auf ihrer Webseite die Möglichkeit ein, über die besten Lieder abzustimmen. Lediglich die Aufnahmen der Shows in Osteuropa konnten wegen mangelnder Qualität nicht berücksichtigt werden, da keine Overdubs verwendet werden sollten. Im August 1998 überschlug sich der Tour-Van auf der Anfahrt zum Wacken Open Air. Sänger und Bassist Eric Forrest wurde bei dem Unfall schwer verletzt und fiel für neun Monate ins Koma. Nachdem festgestellt wurde, dass sein Gehirn keinen Schaden genommen hatte, begann ein mehrmonatiger Genesungsprozess. Ende 1999 trat Forrest zum ersten Mal wieder mit der Band auf. Während der Genesung wurde Forrest im Studio von Jason Newsted vertreten.

### Zurück zu den Wurzeln

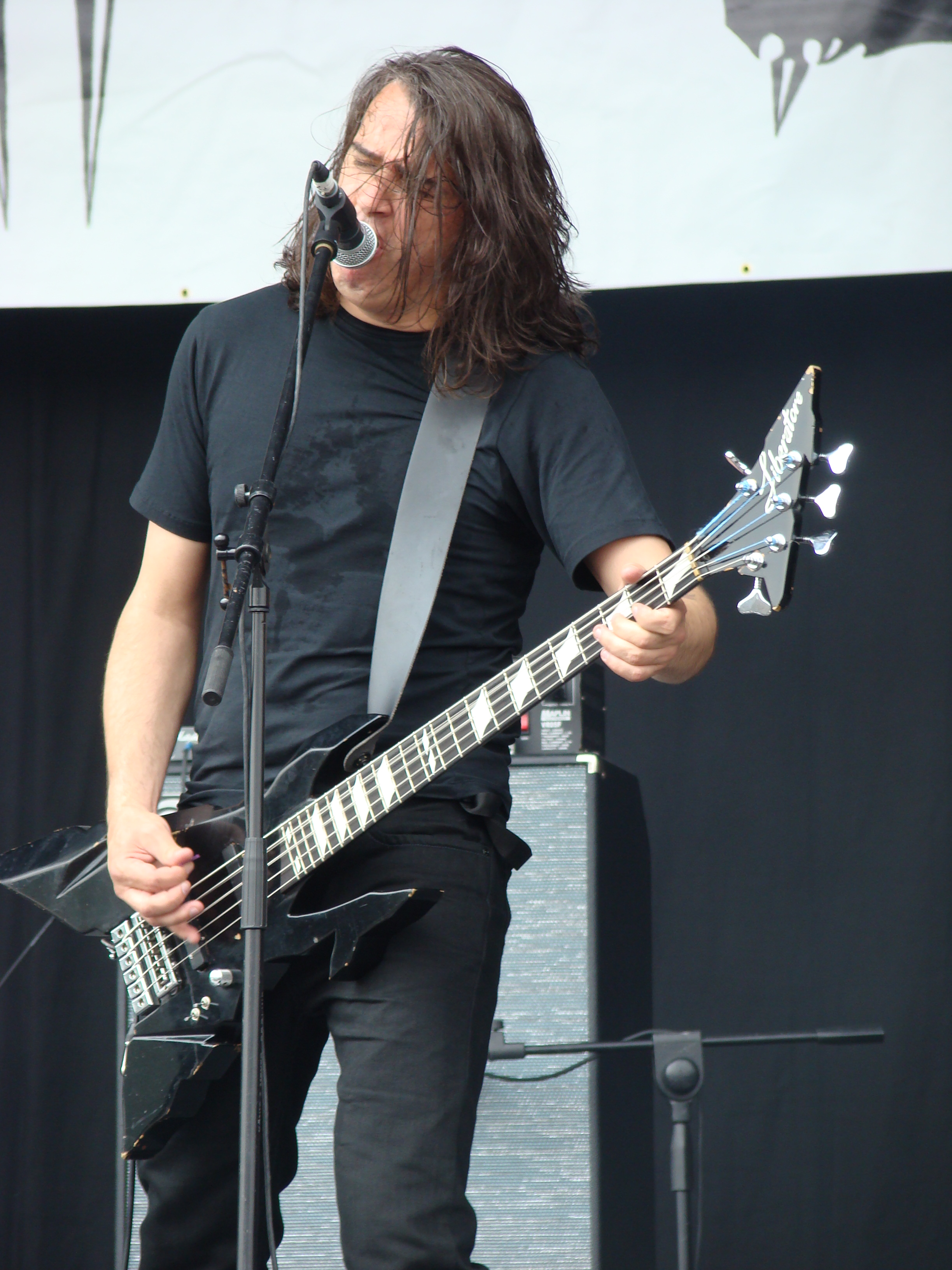
Jean-Yves Theriault beim Gods of Metal 2009

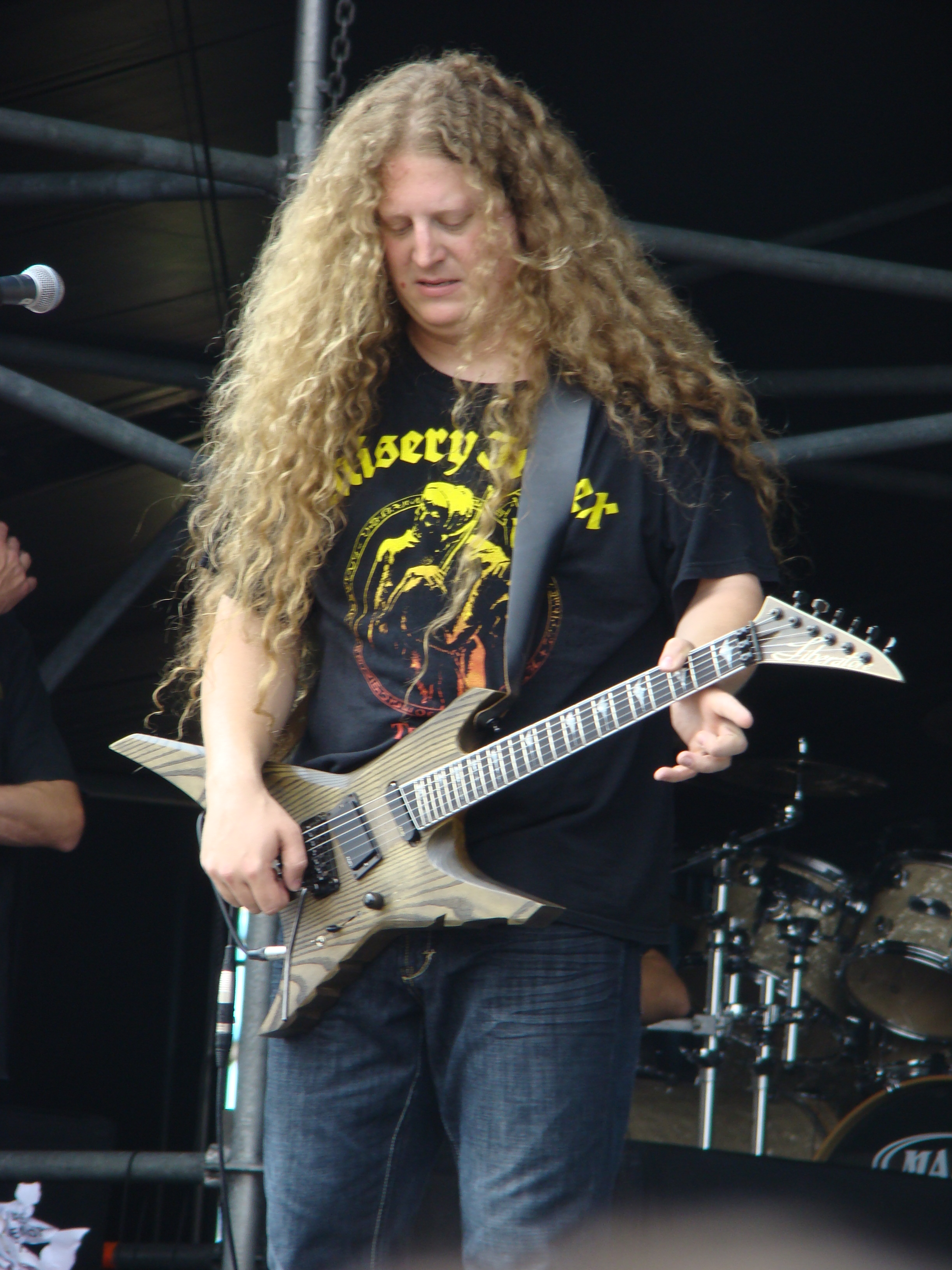
Dan Mongrain beim Gods of Metal 2009

Das Ausscheiden von Eric Forrest soll weder mit dem Unfall noch mit dem späteren Einstieg des ehemaligen Metallica-Bassisten Jason Newsted zu tun gehabt haben. In einem Interview erklärte Forrest 2008, dass er Voivod nicht im Streit verlassen habe. Forrest dementierte auch, dass seine Krankenversicherung die Band wegen des schweren Unfalls verklagt und dies zu seinem Rauswurf geführt hatte. Zu seinen Beweggründen für den Einstieg bei Voivod sagte Newsted:

„Ich bin etwa im gleichen Alter wie die anderen Bandmitglieder und zählte VOIVOD schon immer zu meinen Lieblingsbands. Zudem haben wir jede Menge ähnliche Erfahrungen mit dem Musikgeschäft machen müssen. Also habe ich einfach angefragt, ob sie sich mich als Bandmitglied vorstellen könnten. Wir alle haben jetzt eine großartige Zeit, indem wir unsere Metalsongs gemeinsam schreiben, in einem gemeinsamen Raum. Im Gegensatz zu früheren Erfahrungen, die ich gesammelt habe, ist das hier real und hautnah.“

Neben Newsted, der das Pseudonym „Jasonic“ führte, kam 2002 Sänger Denis Belanger zurück in die Band. Die Band wechselte zum kanadischen Label Chophouse, an dem Newsted finanziell beteiligt war. Unter dem Arbeitstitel The Multiverse wurde in dieser Besetzung das Album eingespielt, das 2003 als Voivod erschien. Mit ihm nahm die Band den progressiv-melodischen Stil der frühen Neunziger wieder auf.
Der ehemalige Sänger und Bassist Eric Forrest gründete die Band E-Force, die den Stil der Voivod-Alben unter seiner Beteiligung weiterführte. Das erste Album dieser Band erschien ebenfalls 2003 und trug den Namen Evil Forces.
Am 26. August 2005 starb Gitarrist Denis „Piggy“ D’Amour – wenige Monate nach der Diagnose – an Darmkrebs. Piggy hatte kurz vor seinem Tod seinem Freund Michel Langevin die Passwörter seines für Homerecording verwendeten Laptops übergeben, sodass die Band auf seine musikalischen Ideen zugreifen konnte. Auf dem Computer befand sich ein vollständig komponiertes und arrangiertes Album. Es erschien am 28. Juli 2006 unter dem Titel Katorz. Katorz steht für französisch quatorze ‚vierzehn‘. Einschließlich der Best-of-Veröffentlichung und Kronik ist es das 14. Album. Unter Verwendung der noch auf dem Laptop gespeicherten Liedfragmente wollten die verbliebenen Mitglieder Langevin und Belanger noch ein Album veröffentlichen und Voivod dann auflösen. Die für 2007 geplante Veröffentlichung wurde mehrfach verschoben.
Im Jahr 2008 erhielt Langevin Anfragen für mehrere Konzerte: mit Ozzy Osbourne in Calgary, mit Judas Priest in Montreal und zwei Auftritte mit Testament in Tokio. Die Band hatte seit 2003 nicht mehr live gespielt und Jason Newsted kein Interesse mehr an Konzertauftritten. Deshalb bat Langevin den Ur-Bassisten Jean-Yves Theriault, für diese Auftritte den Bass zu übernehmen. Ergänzt durch Gitarrist Dan Mongrain von Martyr nahm die Band die Angebote wahr. Es folgten weitere Shows in Russland und Südamerika.

### Neuanfang
Die letzten von Denis D’Amour hinterlassenen Fragmente fanden auf dem Album Infini (französisch ‚unendlich‘) Verwendung, das am 12. Juni 2009 erschien. Zwar spielte Jason Newsted noch die Bassparts ein, allerdings gehört Theriault an seiner Stelle wieder zur festen Besetzung der Band. Im Sommer 2009 absolvierte die Band eine Festival-Tour und spielte u. a. beim Masters of Rock, beim Gods of Metal und beim Jarometalli in Oulu. Im November 2009 erschien die DVD Tatsumaki Voivod in Japan 2008, das den Mitschnitt eines Konzertes der Gruppe am 20. September 2008 in Japan enthält. Am 12. Dezember 2009 spielte Voivod das erste Headliner-Konzert seit zehn Jahren in Montreal, die Aufnahmen wurden Mitte 2011 als Livealbum unter dem Titel Warriors of Ice veröffentlicht. Im Jahr 2010 spielte Voivod auf verschiedenen Festivals, so beim Wacken Open Air und beim Brutal Assault Festival in Tschechien, im Januar 2011 trat die Gruppe auf dem Festival 70000 Tons of Metal auf.
Ursprünglich war für 2011 die Veröffentlichung des ersten Studioalbums geplant, an dessen Songwriting der verstorbene Gitarrist Denis „Piggy“ D’Amour nicht mehr beteiligt war. Die Aufnahmen fanden erst im Laufe des Jahres 2012 statt, das Album Target Earth erschien am 18. Januar 2013. Bereits Anfang 2012 veröffentlichte Alternative Tentacles das 1984er Demo To the Death neu. Im Juli 2014 verließ Bassist Jean-Yves Theriault Voivod aus persönlichen Gründen, ersetzt wurde er durch Dominic Laroche.
Bereits im Februar 2015 begannen Voivod mit der Arbeit an ihrem vierzehnten Studioalbum, The Wake, das 2016 veröffentlicht werden sollte, aber auf 2018 verschoben wurde. Stattdessen erschien 2016 die EP Post Society. Geplant war, 2017 verspätet mit den Aufnahmen für The Wake zu beginnen. Im Juni 2017 sagte Langevin gegenüber Rock Sverige, dass das Songwriting fast abgeschlossen, und mit einer voraussichtlichen Veröffentlichung für Anfang 2018 zu rechnen sei. Außerdem teilte er mit, dass das Album wahrscheinlich ein Doppelalbum auf Vinyl werden würde, da die Songs "wirklich lang und progressiv" seien und er sie als "sieben oder acht Minuten lange Songs" beschrieb. Im November 2017 begannen die Voivod-Mitglieder dann mit den Aufnahmen dem Album, das den Titel The Wake trug und im September 2018 bei Century Media veröffentlicht wurde.
2019 waren Voivod auf dem Montreal Jazz Festival eingeladen und spielten umarrangierte Versionen ihrer Stücke mit Unterstützung einer fünfköpfigen Bläsersektion. Aus dieser Arbeit ging die EP The End Of Dormancy hervor, in welchem Gitarrist Chewy Blasinstrumente in den Metal-Sound der Band integrierte. Darüber hinaus gibt es auf dieser EP neben dem neuen Titelsong auch ausgewählte Livemitschnitte vom Auftritt auf dem Montreal Jazz Festival. Im Jahr 2020 veröffentlichten Voivod das Livealbum Lost Machine. Es wurde zu großen Teilen auf Klassiker verzichtet und das Augenmerk vielmehr auf neuere Songs oder weniger häufig gespielte Stücke gelegt. Ende 2019 nach Abschluss einer Europa-Tournee mit Gwar begannen die Bandmitglieder mit dem Songwriting für das nächste Studioalbum. Dieses dauerte auf Grund der COVID-19-Pandemie und den damit einhergehenden Kontaktbeschränkungen länger als geplant, das Album mit dem Titel Synchro Anarchy wurde am 10. Februar 2022 über Century Media veröffentlicht.
Ursprünglich für Sommer 2022 kündigte die Band die Veröffentlichung des Dokumentarfilms We Are Connected an, für das Projekt hatte Voivod 2021 im Rahmen einer Crowdfunding-Kampagne mehr als 60.000 CAD gesammelt. Die Dokumentation feierte schließlich am 29. Juli 2024 im Rahmen des Fantasia International Film Festival in Montreal ihre Premiere.

## Musikalische Entwicklung

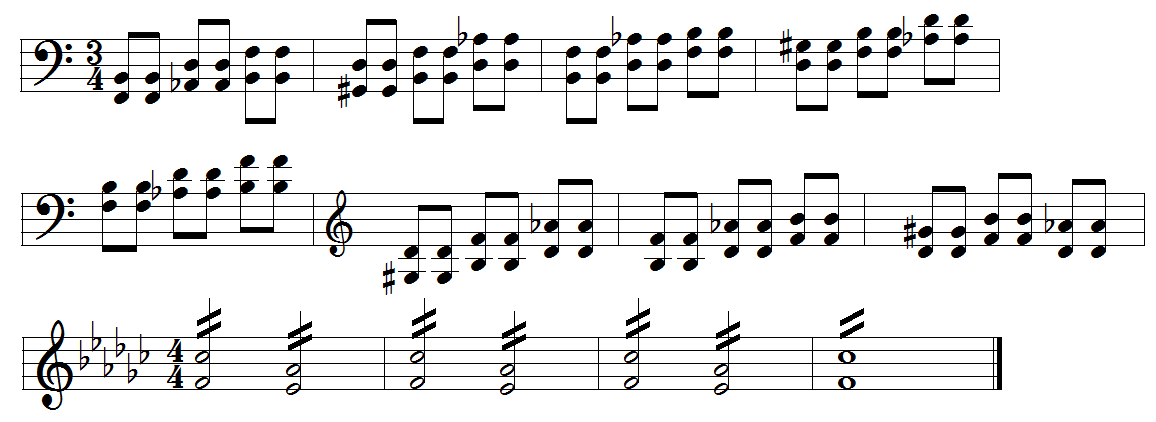
Auszug aus dem Intro zu Tornado (vom Album Killing Technology, 1986) mit Rhythmuswechsel; erster Teil (Takte 1–8) in verminderter Skala.

Zu den frühen musikalischen Einflüssen von Voivod gehörten Motörhead, Iron Maiden, Judas Priest und Venom, „andererseits konnte man Spurenelemente des englischen Hardcore-Punk […] entdecken, vor allem von Discharge und Broken Bones“. Das erste Album bot noch klassischen 1980er Thrash Metal, den Greg Prato von Allmusic mit Metallicas Kill ’Em All verglich und anmerkt, dass die Band mit der trockenen Produktion und den geradlinigen Gitarrenriffs noch weit entfernt von den progressiven Einflüssen späterer Alben sei. Für Götz Kühnemund vom Rock Hard überschreitet die Band mehr als einmal die Grenzen zum Punk. Diesen Stil führte die Band auch auf dem zweiten Album Rrröööaaarrr weiter. Mit dem dritten Album Killing Technology bildete sich der für die Band als typisch angesehene Sound heraus. Das Songwriting wurde durchdachter und es zeigten sich erste Einflüsse aus dem Progressive Rock von Bands wie Pink Floyd oder King Crimson. Mit dem zwei Jahre später veröffentlichten Album Dimension Hatröss fand diese Entwicklung ihren vorläufigen Höhepunkt. Es war das erste Album, auf dem Voivod ihren „experimentellen Metal“ von Anfang bis Ende präsentierten. Erstmals fanden auch Computereffekte wie Samples und Synthesizer Eingang in die Musik. Laut Away beeinflusste Dimension Hatröss Bands wie Meshuggah, während das Queensrÿche-Album Operation: Mindcrime melodische Bands wie Dream Theater beeinflusste; Voivod sei damit wohl verantwortlich für progressive Elemente bei extremen Metal-Bands.
Als Höhepunkt der musikalischen Entwicklung wird das 1989 veröffentlichte Major-Label-Debüt Nothingface angesehen, mit dem die Band die Mischung aus Thrash Metal und Progressive Rock perfektionieren und ihr kommerziell erfolgreichstes Album vorlegen konnte. Hervorgehoben wird der erstmals durchgängig melodische Gesang von Sänger Denis Belanger, der gänzlich auf Screams verzichtete. Mit den folgenden Alben setzte die Band diese Richtung fort. Auf Angel Rat, das von Terry Brown (u. a. Rush) produziert wurde, wurden die Elemente des Thrash Metal weiter zurückgedrängt. Das Album wird als eine Mischung aus Pink Floyd und Rush mit einem Schuss Heavy Metal charakterisiert. Holger Stratmann vom Rock Hard nennt die Band in dieser Phase „eine intellektuelle, schräge Hardrockband, die mehr Wert auf kompaktes Zusammenspiel und originelles Songmaterial legt als auf brachiale Gewalt“. Michel Langevin bezeichnete das Album rückblickend als notwendigen Schritt in der musikalischen Entwicklung der Band, ohne den es ein Album wie Phobos nie gegeben hätte.

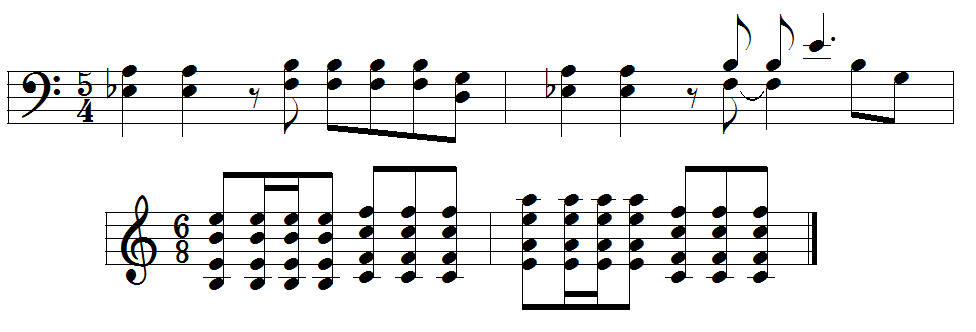
Riffs aus Pre-Ignition vom Album Nothingface mit Tritoni und rhythmischem Wechsel von 5/4- auf 6/8-Takt.

Mit dem Ausscheiden von Denis Belanger und der Aufnahme von Sänger und Bassist Eric Forrest wurde der Band eine Rückbesinnung auf ihre Thrash-Metal-Wurzeln attestiert. Auf dem ersten Album mit Forrest, dem 1995 veröffentlichten Negatron, dominierten „schräge Riffs, unterkühlte Atmosphäre und kranke Vocals voller Haß und Leid“, wie sie zuletzt auf Dimension Hatröss zu hören waren. Diese mit dem Nachfolger Phobos fortgesetzte Rückkehr zum Thrash Metal wurde trotz der Einflüsse aus dem Industrial als Rückschritt in der musikalischen Entwicklung der Band angesehen.
Mit dem Ausscheiden von Eric Forrest, der Rückkehr von Denis Belanger und der Verpflichtung von Jason Newsted als Bassist änderte die Band ihre musikalische Ausrichtung erneut. Thom Jurek von Allmusic sieht im 2003 veröffentlichten Voivod die endgültige Abkehr vom Thrash Metal und bemerkt, dass Voivod nunmehr eine der besten Hardrockbands des Planeten sei. Das 2006 veröffentlichte Katorz wird als geradliniger und eingängiger charakterisiert. Mit dem 2009er Album Infini bewege sich Voivod nunmehr in der Schnittmenge aus dem Thrash Metal von Dimension Hatröss, den progressiven Einflüssen auf Nothingface und der Eingängigkeit von Negatron. Die Phase nach der Veröffentlichung von Target Earth im Jahr 2013 bezeichnete Langevin als Rückkehr zu den Progressive-Rock-Einflüssen und bezeichnete die Musik als „Fusion-Metal“.
Im Vordergrund auf allen Platten steht die Gitarrenarbeit von Denis „Piggy“ D’Amour, welcher innovative und jazzige Thrash-Metal-Riffs mit psychedelischen Zerreffekten versah. Diese auf Tritoni basierenden dissonanten Akkorde werden auch „Piggy Chords“ genannt. Seit dem 1986er Album Killing Technology verwendet die Band als Erweiterung ihres Sounds elektronische Effekte. Diese fanden auf Phobos ihre maximale Ausprägung. Für die Effekte zeigte sich Schlagzeuger Michel Langevin verantwortlich, der hauptberuflich in einer Computerfirma arbeitet und als sehr experimentierfreudig im Umgang mit moderner Technik gilt.
Auf die Frage des Rock-Hard-Redakteurs Wolf-Rüdiger Mühlmann „Welche Bands stehen musikalisch oder konzeptionell VOIVOD so nahe, dass du sie einem VOIVOD-Fan empfehlen würdest?“ gab Away an, dies hänge von der Phase ab; auf die 1980er bezogen nannte er Fear Factory, Meshuggah und Mastodon, außerdem die Band Virus aus Norwegen, die zusammen mit Voivod in Oslo spielte; die Musiker seien „ganz verrückte Voivodians“.

## Auszeichnungen
- 2019 Juno Award für das Album The Wake[42]
- 2023 Juno-Award für das Album Synchro Anarchy[43]

## Der „Voivod“
Zentraler Bestandteil des Bandimages ist eine fiktive Figur mit dem Namen „Voivod“. Einem Interview aus dem Jahr 1986 zufolge hatte Michel Langevin als Teenager etwas über ein Volk von Barbaren in Nordeuropa gelesen, die sich „Voivods“ nannten. Eine andere Version besagt, dass ihm eine menschliche Maschine schon als Kind in Alpträumen erschienen sei, nachdem er als Kind bei einem Autounfall beinahe sein Leben verloren hatte. Der Name „Voivod“ entstammt der Legende um Vlad III. Drăculea, Vorbild der Romanfigur Graf Dracula. Dieser führte den Titel Voivod.
Die ersten fünf Alben stellen ein Gesamtkonzept um die Geschichte des „Voivods“ dar. Er wird als „post-nuklearer Vampir“ dargestellt. Auf War and Pain erwacht er nach einem Atomkrieg zum Leben und gewinnt im Zuge weiterer Atomkriege auf Rrröööaaarrr an Kraft, wo er zu „Korgüll the Exterminator“ mutiert. Nach dem Aufbruch ins All auf Killing Technology beschreibt Dimension Hatröss die Erlebnisse des Voivod in einem von ihm geschaffenen Mikrokosmos, auf Nothingface zieht er sich in sein tiefstes Inneres zurück. Die Geschichte um den Voivod wurde erst auf Phobos fortgesetzt und fand damit seinen vorläufigen Abschluss:

„Einst, also in der ‚War And Pain‘-Ära, war der Voivod ein menschliches Wesen, das von seiner Umwelt geprägt wurde. Später vertauschte der Voivod seine Wächterrolle mit der eines Aggressors. Er führte Kriege, kämpfte und vernichtete, wurde manipuliert – und verwandelte sich schlußendlich mehr und mehr in eine Maschine. Fleisch und Zellen wichen anorganischem Material, Kalkül verdrängte Gefühle, Humanität wurde ersetzt durch skrupellose Präzision.“

Beendet wurde die Geschichte um den Voivod mit dem 2003 erschienenen Album Voivod. Er zieht in den Krieg, um dort sein Ende zu finden.

## Cyberpunk-Image
Texte und Artworks der Band thematisieren Inhalte aus der Science Fiction, überwiegend aus dem Cyberpunk. Inspiriert von William Gibsons Romanen wie die Neuromancer-Trilogie, zeichnen sie auf ihren meist als Konzeptalbum ausgelegten Veröffentlichungen eine düstere Zukunft, in welcher Maschinen die Macht übernommen haben und Computer die Geschicke lenken, nicht aber der Mensch oder ein Gott. Auf dem Album Killing Technology wird die Zukunft als eine von künstlichen Wesen dominierte Welt dargestellt, in der bereits Kinder zu Robotern werden und kein Mensch mehr alt werden kann. Mit verschiedensten bildkünstlerischen und textlichen Mitteln reflektiert Voivod „die beklemmende Atmosphäre einer zunehmend technisierten Welt“.
Elemente des Cyberpunks finden sich ebenso wie in den Texten auch auf den Plattencovern, für deren Gestaltung sich von Beginn an Schlagzeuger Michel Langevin verantwortlich zeigte. So wird der Voivod meist als Cyborg (kybernetischer Organismus) dargestellt, der sich in einem künstlichen Universum bewegt. Anfänglich inspiriert von den in Filmen wie Conan der Barbar und Blade Runner dargestellten Endzeitszenarien, entwickelte Langevin ab 1989 einen eigenen Stil, als er von Handzeichnungen zu Computergrafiken und Computeranimationen wechselte. Auch das Bandlogo variierte von Album zu Album. Langevin verkauft seine Artworks als Poster, auf T-Shirts und als Tattoos, hat bereits für Danko Jones und The Haunted Layouts entworfen und das Cover zu Dave Grohls Album Probot gestaltet. Michel stellt seine Bilder aus (z. B. auf dem Roadburn Festival 2012 in den Niederlanden), und die offizielle Bandbiografie Worlds Away – Voivod und die Kunst von Michel Langevin (Edition Roter Drache, 2012) von Martin Popoff ist durchgehend mit der Kunst von Michel Langevin bebildert.

## Diskografie
Studioalben
- War and Pain (1984, Metal Blade Records)
- Rrröööaaarrr (1986, Noise Records)
- Killing Technology (1987, Noise Records)
- Dimension Hatröss (1988, Noise Records)
- Nothingface (1989, MCA Records)
- Angel Rat (1991, MCA Records)
- The Outer Limits (1993, MCA Records)
- Negatron (1995, Hypnotic Records)
- Phobos (1997, Hypnotic Records)
- Voivod (2003, Chophouse Records)
- Katorz (2006, The End Records)
- Infini (2009, Nuclear Blast)
- Target Earth (2013, Century Media)
- The Wake (2018, Century Media)
- Synchro Anarchy (2022, Century Media)
- Morgöth Tales (2023, Century Media)

Livealben
- Voivod Lives (2000, Metal Blade)
- Warriors of Ice (2011, Indica Records)
- Lost Machine (2020, Century Media)

Kompilationen
- Best of Voivod (1992, Futurist Records)
- Kronik (1998, Hypnotic Records), enthielt Remixe, bisher unveröffentlichte Titel sowie einige Live-Aufnahmen
- Forgotten in Space (2022, BMG, Boxset)

EPs
- Scared to Scream/Cockroaches (1987, EP)
- Post Society (2016, EP)
- Ultraman (2022, EP)

Musikvideos
- D-V-O-D-1 (2005, Rough Trade Distribution)
- Tatsumaki: Voivod in Japan 2008 (2009, DVD)

Beiträge für Soundtracks
- Phobos im Film Universal Soldier 3 – Blutiges Geschäft (1998)
- Ion im Film Heavy Metal F.A.K.K.2 (2000)
- X-Stream im Videospiel Guitar Hero II (2006)